# Recebedores da Cruz de Cavaleiro da Cruz de Ferro: E
A Cruz de Cavaleiro da Cruz de Ferro (em alemão:  Ritterkreuz des Eisernen Kreuzes) foi a maior condecoração militar concedida pela Alemanha Nazi durante a Segunda Guerra Mundial. Era concedida a militares de todas as patentes, deste um soldado até um Marechal de Campo e por diversos motivos que incluíam os atos de bravura de um soldado em batalha, um piloto de caça por ter abatido um número significativo de aeronaves inimigas e o hábil comando das tropas durante a batalha. Os condecorados eram enaltecidos pela propaganda alemã, tendo eles recebido grande atenção por parte da publicidade. Eram vendidos, por exemplo, porta retratos com as fotos dos últimos condecorados. Eles ainda eram convidados a discursar aos trabalhadores das fábricas envolvidas no esforço de guerra.
Desde a sua primeira condecoração concedida no dia 30 de setembro de 1939, até a sua última condecoração no dia 17 de junho de 1945, ela foi entregue a 7321 soldados. O número de condecorados é baseado na análise da comissão dos Recebedores da Cruz de Cavaleiro (AKCR). Foi concedida para os três ramos da Wehrmacht: Heer (exército terrestre alemão), Luftwaffe (força aérea) e Kriegsmarine (marinha) além da Waffen-SS, Reichsarbeitsdienst (serviço de trabalho do Reich) e Volkssturm (milícia nacional). Além dos soldados alemães, a condecoração também foi concedida para 43 estrangeiros, aliados do Terceiro Reich.
Walther-Peer Fellgiebel, que foi o ex-presidente e chefe da comissão de ordem do AKCR, escreveu um livro no ano de 1986 onde listou os condecorados com a Cruz de Cavaleiro, intitulado: Die Träger des Ritterkreuzes des Eisernen Kreuzes 1939–1945 — Die Inhaber der höchsten Auszeichnung des Zweiten Weltkrieges aller Wehrmachtsteile — Os portadores da Cruz de Cavaleiro da Cruz de Ferro 1939-1945 - Os proprietários do maior prêmio da Segunda Guerra Mundial de todos os ramos da Wehrmacht. Lançou a segunda edição de seu livro no ano de 1996, onde retirou 11 condecorados da lista original. Já o autor e historiador Veit Scherzer lançou tem dúvida sobre a condecoração de 193 dos listados, a maioria destes condecorados no ano de 1945, quando os acontecimentos dos últimos dias do Terceiro Reich deixaram um número de indicações incompletas e até várias fases do processo de aprovação estavam incompletas. O livro escrito por Scherzer foi em cooperação com o Arquivo Federal da Alemanha. Este livro foi escolhido pelo professor Dr. Franz W. Seidler para a Universidade da Bundeswehr de Munique e Deutsche Dienststelle (WASt), sendo considerado como uma referência aceita nestes dois lugares.

## Criação
A Cruz de Cavaleiro da Cruz de Ferro e seus graus mais altos foram baseados em quatro diferentes decretos. O primeiro decreto Reichsgesetzblatt I S. 1573 de 1 de setembro de 1939 instituiu a Cruz de Ferro (Eisernes Kreuz) e Cruz de Cavaleiro da Cruz de Ferro e a Grande Cruz da Cruz de Ferro (Großkreuz des Eisernen Kreuzes). O segundo artigo do decreto especifica que para ser condecorado com uma classe superior deveria ser primeiramente condecorado com todas as classe precedentes. Com o progresso da guerra, alguns do condecorados foram se destacando, sendo necessária um novo grau da condecoração, sendo então instituído no dia 3 de junho de 1940 o decreto Reichsgesetzblatt I S. 849 que criou a Cruz de Cavaleiro da Cruz de Ferro com Folhas de Carvalho.
Foram criados no dia 28 de setembro de 1941 dois graus da Cruz de Cavaleiro com o decreto Reichsgesetzblatt I S. 613, a Cruz de Cavaleiro da Cruz de Ferro com Folhas de Carvalho e Espadas Ritterkreuz des Eisernen Kreuzes mit Eichenlaub und Schwertern e a Cruz de Cavaleiro da Cruz de Ferro com Folhas de Carvalho, Espadas e Diamantes Ritterkreuz des Eisernen Kreuzes mit Eichenlaub, Schwertern und Brillanten. No final de 1944 o último grau da Cruz de Cavaleiro, a Cruz de Cavaleiro da Cruz de Ferro com Folhas de Carvalho Douradas, Espadas e Diamantes Ritterkreuz des Eisernen Kreuzes mit goldenem Eichenlaub, Schwertern und Brillanten a condecoração foi criada com o decreto Reichsgesetzblatt 1945 I S. 11 de 29 de dezembro de 1944.

## Condecorados
Aqui estão listados 188 condecorados com a Cruz de Cavaleiro da Cruz de Ferro da Wehrmacht e Waffen-SS, cujos sobrenomes se iniciam com a letra "E", estando ordenados em ordem alfabética pelo sobrenome. Destes, 22 foram mais tarde condecorados com a Cruz de Cavaleiro da Cruz de Ferro com Folhas de Carvalho, dois com a Cruz de Cavaleiro da Cruz de Ferro com Folhas de Carvalho e Espadas; onze condecorações foram feitas de maneiro póstuma. Foram condecorados 126 membros do Heer, 41 da Luftwaffe, 6 da Kriegsmarine e 15 da Waffen-SS.
| Nome                                             | Serviço      | Patente                                          | Ocupação e unidade                                                                              | Data de condecoração    | Notas                                                                             | Imagem |
| ------------------------------------------------ | ------------ | ------------------------------------------------ | ----------------------------------------------------------------------------------------------- | ----------------------- | --------------------------------------------------------------------------------- | --- |
| Paul Ebel                                        | Heer         | Unteroffizier                                    | Líder de Grupo do Stabskompanie (Pionierzug)/Grenadier-Regiment 50                              | 17 de fevereiro de 1943 | —                                                                                 | — |
| [Dr.] Ernst Ebeling                              | Luftwaffe    | Hauptmann                                        | Staffelkapitän do 3./Kampfgeschwader 53 "Legion Condor"                                         | 20 de março de 1945     | —                                                                                 | — |
| Heinz Ebeling                                    | Luftwaffe    | Leutnant                                         | Staffelkapitän do 9./Jagdgeschwader 26 "Schlageter"                                             | 5 de novembro de 1940   | —                                                                                 | — |
| Werner Ebeling+                                  | Heer         | Major                                            | Comandante do II./Grenadier-Regiment 220                                                        | 9 de abril de 1944      | 763. Folhas de Carvalho 5 de março de 1945                                        | — |
| Kurt Ebener                                      | Luftwaffe    | Feldwebel                                        | Piloto no 4./Jagdgeschwader 3 "Udet"                                                            | 7 de abril de 1943      | —                                                                                 | — |
| Heinrich Eberbach+                               | Heer         | Oberstleutnant                                   | Comandante do Panzer-Regiment 35                                                                | 4 de julho de 1940      | 42. Folhas de Carvalho 31 de dezembro de 1941                                     | |
| Erich Eberhardt                                  | Waffen-SS    | SS-Obersturmbannführer                           | Ia (Oficial de Operações) do 3. SS-Panzer-Division "Totenkopf"                                  | 23 de agosto de 1944    | —                                                                                 | — |
| Friedrich-Georg Eberhardt                        | Heer         | Generalleutnant                                  | Comandante do 60. Infanterie-Division (motorizado)                                              | 31 de dezembro de 1941  | —                                                                                 | — |
| Georg Eberhardt                                  | Waffen-SS    | SS-Sturmbannführer                               | Comandante do estn. SS-Freiwilligen-Panzergrenadier-Bataillon "Narwa"                           | 4 de agosto de 1943*    | Morto em combate 21 de julho de 1943                                              | — |
| Hans Ebersbach                                   | Luftwaffe    | Oberleutnant                                     | Staffelkapitän do 6./Kampfgeschwader 76                                                         | 8 de agosto de 1944*    | Morto em combate 31 de maio de 1944                                               | — |
| Helmut Eberspächer                               | Luftwaffe    | Hauptmann                                        | Staffelkapitän do 3./Nachtschlacht-Gruppe 20                                                    | 26 de janeiro de 1945   | —                                                                                 | — |
| Franz Ebert                                      | Luftwaffe    | Oberleutnant                                     | Chief do 10./Flak-Regiment 23 (motorizado)                                                      | 14 de abril de 1945     | —                                                                                 | — |
| Edwin Ebinger                                    | Heer         | Oberfeldwebel                                    | Company troop leader do 12./Gebirgsjäger-Regiment 13                                            | 4 de novembro de 1943   | —                                                                                 | — |
| August-Friedrich Ebke                            | Heer         | Oberstleutnant da reserva                        | Comandante do Grenadier-Regiment 464                                                            | 14 de abril de 1945     | —                                                                                 | — |
| Adam Ebner                                       | Heer         | Oberfeldwebel                                    | Líder de pelotão no 3./Gebirgsjäger-Regiment 137                                                | 19 de novembro de 1941  | —                                                                                 | — |
| Fridolin Ebner                                   | Heer         | Oberfeldwebel                                    | Líder de pelotão no 9./Grenadier-Regiment 7                                                     | 28 de outubro de 1944   | —                                                                                 | — |
| Josef Eck                                        | Heer         | Hauptmann                                        | Líder do 4./Panzer-Regiment 4                                                                   | 15 de julho de 1944     | —                                                                                 | — |
| Reinhold Eckardt                                 | Luftwaffe    | Oberleutnant                                     | Adjutant do the II./Nachtjagdgeschwader 1                                                       | 30 de agosto de 1941    | —                                                                                 | — |
| Willi Eckardt                                    | Heer         | Major                                            | Comandante do III./Grenadier-Regiment 521                                                       | 7 de dezembro de 1943   | —                                                                                 | — |
| Fritz Eckebrecht                                 | Luftwaffe    | Oberleutnant                                     | Observador no 4.(H)/Aufklärungs-Gruppe 31                                                       | 9 de novembro de 1944   | —                                                                                 | — |
| Paul Ecker+                                      | Heer         | Major                                            | Comandante do I./Panzergrenadier-Regiment 9                                                     | 16 de março de 1944     | 634. Folhas de Carvalho 28 de outubro de 1944                                     | — |
| Franz Eckerle+                                   | Luftwaffe    | Hauptmann                                        | Staffelkapitän do 1./Jagdgeschwader 54                                                          | 18 de setembro de 1941  | 82. Folhas de Carvalho 12 de março de 1942                                        | — |
| Alois Eckert                                     | Heer         | Feldwebel                                        | Líder de pelotão no 9./Panzer-Regiment 33                                                       | 3 de agosto de 1942     | —                                                                                 | — |
| Ernst Eckert                                     | Heer         | Oberleutnant da reserva                          | Líder do 11./Jäger-Regiment 229                                                                 | 9 de junho de 1944      | —                                                                                 | — |
| Hans Eckert                                      | Waffen-SS    | SS-Obersturmführer da reserva                    | Líder do II./SS-Panzergrenadier-Regiment 3 "Deutschland" do SS-Panzer-Kampfgruppe "Das Reich"   | 4 de maio de 1944       | —                                                                                 | — |
| Alfons Eckhardt                                  | Heer         | Major                                            | Comandante do III./Infanterie-Regiment 11 (motorizado)                                          | 6 de outubro de 1942*   | Morto em combate 11 de agosto de 1942                                             | — |
| Hermann Eckhardt                                 | Heer         | Feldwebel                                        | Líder de pelotão no 1./Panzer-Abteilung 8                                                       | 28 de março de 1945     | —                                                                                 | — |
| Johann-Heinrich Eckhardt+                        | Heer         | Oberst                                           | Comandante do Jäger-Regiment 38                                                                 | 20 de maio de 1942      | 644. Folhas de Carvalho 3 de novembro de 1944                                     | — |
| Wilhelm Eckhardt                                 | Heer         | Hauptmann da reserva                             | Comandante do II./Grenadier-Regiment 503                                                        | 17 de setembro de 1944  | —                                                                                 | — |
| Oskar Eckholt                                    | Heer         | Oberst                                           | Comandante do Artillerie-Regiment 178                                                           | 9 de abril de 1943      | —                                                                                 | — |
| Dr. Josef-Franz Eckinger+                        | Heer         | Hauptmann                                        | Líder do II./Schützen-Regiment 1                                                                | 17 de março de 1941     | 48. Folhas de Carvalho 31 de dezembro de 1941                                     | — |
| Fritz Eckstein                                   | Waffen-SS    | SS-Rottenführer                                  | Richtschütze (artilheiro) do 1./SS-Panzer-Jäger-Abteilung 12 "Hitlerjugend"                     | 18 de novembro de 1944  | —                                                                                 | — |
| Maximilian Reichsfreiherr von Edelsheim+         | Heer         | Oberstleutnant                                   | Comandante do Radfahr-Abteilung 1                                                               | 30 de julho de 1941     | 162. Folhas de Carvalho 23 de dezembro de 1942 105. Espadas 23 de outubro de 1944 | — |
| Anton Eder                                       | Heer         | Oberst                                           | Abschnittskommandant eines Verteidigungsabschnitts (defensive sector commander) in Berlin       | 26 de abril de 1945     | —                                                                                 | — |
| Georg-Peter Eder+                                | Luftwaffe    | Oberleutnant                                     | Staffelkapitän do 6./Jagdgeschwader 1                                                           | 24 de junho de 1944     | 663. Folhas de Carvalho 25 de novembro de 1944                                    | — |
| Martin Eder                                      | Heer         | Hauptmann                                        | Líder do I./Infanterie-Regiment 481                                                             | 28 de novembro de 1940  | —                                                                                 | — |
| Heinz Edhofer                                    | Luftwaffe    | Oberfeldwebel                                    | Piloto no 7./Schlachtgeschwader 2 "Immelmann"                                                   | 30 de novembro de 1944  | —                                                                                 | — |
| Alois Eding                                      | Heer         | Oberleutnant da reserva                          | Líder do 1./Grenadier-Regiment 19                                                               | 12 de outubro de 1943   | —                                                                                 | — |
| Heinrich Edse                                    | Heer         | Oberleutnant da reserva                          | Líder do 1./Grenadier-Regiment 407                                                              | 15 de abril de 1944     | —                                                                                 | — |
| Franz Edtbauer                                   | Heer         | Leutnant da reserva                              | Líder do 1.(gepanzert)/Panzergrenadier-Regiment 11                                              | 4 de junho de 1944*     | Morreu devido à ferimentos 13 de abril de 1944                                    | — |
| Walter Eggemann                                  | Heer         | Leutnant da reserva                              | Aide-de-camp do Stab/Grenadier-Regiment 680                                                     | 18 de abril de 1943     | —                                                                                 | — |
| Wilhelm Eggemann+                                | Heer         | Major                                            | Comandante do II./Grenadier-Regiment 94                                                         | 20 de abril de 1943     | 468. Folhas de Carvalho 4 de maio de 1944                                         | — |
| Paul Egger?                                      | Waffen-SS    | SS-Obersturmführer                               | Líder de pelotão no 1./schwere SS-Panzer-Abteilung 502                                          | 28 de abril de 1945     | —                                                                                 | — |
| Reinhard Egger+                                  | Luftwaffe    | Oberleutnant                                     | Líder do 10./Fallschirmjäger-Regiment 1                                                         | 9 de julho de 1941      | 510. Folhas de Carvalho 24 de junho de 1944                                       | |
| Hermann Eggers                                   | Luftwaffe    | Hauptmann                                        | Chief do 3./Flak-Regiment 64                                                                    | 21 de agosto de 1942    | —                                                                                 | — |
| Johann Eggers                                    | Heer         | Unteroffizier                                    | Richtschütze (artilheiro) do 7./Panzer-Regiment 6                                               | 14 de dezembro de 1943  | —                                                                                 | — |
| Walter Eggers                                    | Heer         | Oberleutnant                                     | Chief do 7./Grenadier-Regiment 116                                                              | 29 de agosto de 1943    | —                                                                                 | — |
| Wilhelm Eggers                                   | Heer         | Oberleutnant                                     | Chief do 13.(IG)/Infanterie-Regiment 490                                                        | 16 de março de 1942     | —                                                                                 | — |
| Alfred Egghardt                                  | Heer         | Leutnant da reserva                              | Chief do 2./Sturmgeschütz-Brigade 912                                                           | 20 de abril de 1945     | —                                                                                 | — |
| [Dr.] Kurt Egle                                  | Luftwaffe    | Oberleutnant                                     | Líder do 8./Luftnachrichten-Regiment 53                                                         | 5 de julho de 1944      | —                                                                                 | — |
| Karl Eglseer                                     | Heer         | Generalmajor                                     | Comandante do 4. Gebirgs-Division                                                               | 23 de outubro de 1941   | —                                                                                 | — |
| Josef Ehinger                                    | Heer         | Oberjäger                                        | Líder de Grupo no 6./Gebirgsjäger-Regiment 100                                                  | 22 de agosto de 1943    | —                                                                                 | — |
| Curt Ehle+                                       | Heer         | Hauptmann da reserva                             | Líder do 1./Kradschützen-Bataillon 15                                                           | 27 de julho de 1941     | 673. Folhas de Carvalho 29 de novembro de 1944                                    | — |
| Walter Ehle                                      | Luftwaffe    | Major                                            | Gruppenkommandeur do II./Nachtjagdgeschwader 1                                                  | 29 de agosto de 1943    | —                                                                                 | — |
| Hans Ehlers                                      | Luftwaffe    | Oberleutnant                                     | Staffelkapitän do 3./Jagdgeschwader 1 "Oesau"                                                   | 9 de junho de 1944      | —                                                                                 | — |
| Bruno Ehm                                        | Heer         | Oberfeldwebel                                    | Líder de pelotão no 8./Grenadier-Regiment 162                                                   | 1 de fevereiro de 1945  | —                                                                                 | — |
| Fritz Ehrath                                     | Waffen-SS    | SS-Obersturmbannführer                           | Comandante do SS-Panzergrenadier-Regiment 9 "Germania"                                          | 23 de fevereiro de 1944 | —                                                                                 | — |
| Rudolf Ehrenberger                               | Luftwaffe    | Oberfeldwebel                                    | Piloto no 6./Jagdgeschwader 53                                                                  | 6 de abril de 1944*     | Morto em combate 8 de março de 1944                                               | — |
| Werner Ehrig                                     | Heer         | Oberstleutnant im Generalstab (do General Staff) | Ia (Oficial de Operações) do 22. Infanterie-Division (LL)                                       | 26 de maio de 1940      | —                                                                                 | — |
| Heinrich Ehrler+                                 | Luftwaffe    | Leutnant                                         | Piloto no 6./Jagdgeschwader 5                                                                   | 4 de setembro de 1942   | 265. Folhas de Carvalho 2 de agosto de 1943                                       | — |
| Günther Ehrt                                     | Heer         | Hauptmann                                        | Líder do I./Infanterie-Regiment 41 (motorizado)                                                 | 3 de maio de 1942       | —                                                                                 | — |
| Karl Eibl+                                       | Heer         | Oberstleutnant                                   | Comandante do III./Infanterie-Regiment 131                                                      | 15 de agosto de 1940    | 50. Folhas de Carvalho 31 de dezembro de 1941 21st Espadas 19 de dezembro de 1942 | — |
| Karl Eich                                        | Heer         | Oberfeldwebel                                    | Líder de pelotão no 6./Grenadier-Regiment 282                                                   | 20 de janeiro de 1944   | —                                                                                 | — |
| Diethelm von Eichel-Streiber                     | Luftwaffe    | Hauptmann                                        | Staffelkapitän do Stab/Jagdgeschwader 51 "Mölders"                                              | 5 de abril de 1944      | —                                                                                 | — |
| Hans-Henning Eichert                             | Heer         | Oberleutnant                                     | Chief do 6./Schützen-Regiment 11                                                                | 14 de março de 1942     | —                                                                                 | — |
| Robert Eichert                                   | Heer         | Oberfeldwebel                                    | Líder de pelotão no 8./Panzer-Regiment 36                                                       | 20 de abril de 1943     | —                                                                                 | — |
| Hugo Eichhorn                                    | Waffen-SS    | SS-Hauptsturmführer da reserva                   | do Stab SS-Pionier-Bataillon 5 "Wiking"                                                         | 15 de janeiro de 1943   | —                                                                                 | — |
| Erich Eichler                                    | Heer         | Hauptmann                                        | Deputy Líder do II./Artillerie-Regiment 20 (motorizado)                                         | 21 de setembro de 1944  | —                                                                                 | — |
| Dr. Hilmar Eichler                               | Heer         | Oberst da reserva                                | Comandante do Grenadier-Regiment 306                                                            | 16 de novembro de 1944  | —                                                                                 | — |
| Kurt Eichler                                     | Heer         | Hauptmann                                        | Líder do II./Grenadier-Regiment 189                                                             | 12 de agosto de 1944    | —                                                                                 | — |
| Richard Eichler                                  | Heer         | Oberstleutnant                                   | Comandante do Grenadier-Regiment 212                                                            | 29 de janeiro de 1943   | —                                                                                 | — |
| Wolfgang Eichler                                 | Heer         | Leutnant da reserva                              | Líder do 6./Panzer-Regiment 29                                                                  | 20 de dezembro de 1943  | —                                                                                 | — |
| Otto Eichloff                                    | Luftwaffe    | Feldwebel                                        | Piloto no 4./Kampfgeschwader 30                                                                 | 16 de agosto de 1940    | —                                                                                 | — |
| Hans Eichmeier                                   | Heer         | Major da reserva                                 | Comandante do leichte Flak-Abteilung 854 (motorizado)                                           | 11 de junho de 1944     | —                                                                                 | — |
| Werner von Eichstedt                             | Heer         | Oberst                                           | Comandante do Infanterie-Regiment 436                                                           | 18 de agosto de 1942    | —                                                                                 | — |
| Alfred Eick                                      | Kriegsmarine | Oberleutnant zur See                             | Comandante do U-510                                                                             | 31 de março de 1944     | —                                                                                 | — |
| Theodor Eicke+                                   | Waffen-SS    | SS-Gruppenführer e Generalleutnant do Waffen-SS  | Comandante do SS-Division "Totenkopf"                                                           | 26 de dezembro de 1941  | 88. Folhas de Carvalho 20 de abril de 1942                                        | A black-and-white photograph of a man in semi profile wearing a military uniform e neck order, in shape of an Iron Cross. His dark hair is combed to the back. He has determined facial expression. |
| Alfred Eidel+                                    | Heer         | Hauptmann                                        | Líder do I./Infanterie-Regiment 171                                                             | 24 de setembro de 1942  | 283. Folhas de Carvalho 24 de agosto de 1943                                      | — |
| Karl Eiden                                       | Heer         | Oberfeldwebel                                    | Líder de pelotão no 8.(MG)/Grenadier-Regiment 97                                                | 5 de março de 1943      | —                                                                                 | — |
| [Prof. Dr.] Hans Eikmeier                        | Heer         | Rittmeister                                      | Líder do II./Reiter-Regiment 32                                                                 | 30 de setembro de 1944  | —                                                                                 | — |
| Peter Eil                                        | Heer         | Feldwebel                                        | Líder de pelotão no 1./Grenadier-Regiment 105                                                   | 11 de janeiro de 1944   | —                                                                                 | — |
| Adolf Eilers                                     | Heer         | Major                                            | Comandante do Grenadier-Regiment Gruppe 184                                                     | 10 de setembro de 1944  | —                                                                                 | — |
| Friedrich-Wilhelm von Einem called von Rothmaler | Heer         | Leutnant da reserva                              | Vorgeschobener Beobachter (forward observer) do I./Artillerie-Regiment 230                      | 4 de dezembro de 1942   | —                                                                                 | — |
| Hans-Egon von Einem?                             | Heer         | Oberst                                           | Comandante do Panzergrenadier-Regiment 21                                                       | 11 de maio de 1945*     | Cometeu suicídio no dia 8 de maio de 1945                                         | — |
| Johann Einfalt                                   | Heer         | Obergefreiter                                    | do III./Jäger-Regiment 38                                                                       | 28 de fevereiro de 1945 | —                                                                                 | — |
| Georg Einhoff                                    | Heer         | Oberleutnant da reserva                          | Chief do 8.(MG)/Grenadier-Regiment 366                                                          | 6 de junho de 1943      | —                                                                                 | — |
| Alois Eisele+                                    | Heer         | Hauptmann                                        | Comandante do III./Grenadier-Regiment 61                                                        | 15 de dezembro de 1943  | 695. Folhas de Carvalho 12 de janeiro de 1945                                     | — |
| Franz Eisenach                                   | Luftwaffe    | Hauptmann                                        | Staffelkapitän do 3./Jagdgeschwader 54                                                          | 10 de outubro de 1944   | —                                                                                 | — |
| Erich Eisenblätter                               | Heer         | Oberfeldwebel                                    | Líder de pelotão no Stabskompanie/Grenadier-Regiment 176                                        | 5 de abril de 1944      | —                                                                                 | — |
| Erich Eisermann                                  | Heer         | Feldwebel                                        | Reconnaissance troop leader do 1.(Panzerspäh)/Panzer-Aufklärungs-Abteilung 23                   | 9 de dezembro de 1944   | —                                                                                 | — |
| Johannes Eisermann                               | Heer         | Oberst                                           | Comandante do Infanterie-Regiment 156 (motorizado)                                              | 25 de agosto de 1942    | —                                                                                 | — |
| Johann Eisgruber                                 | Heer         | Feldwebel                                        | Pioneer Líder de pelotão no Stabskompanie/Grenadier-Regiment 62                                 | 31 de agosto de 1943    | —                                                                                 | — |
| Karl Eisgruber?                                  | Heer         | Oberstleutnant                                   | Comandante do Gebirgsjäger-Regiment 98                                                          | 1 de junho de 1945      | —                                                                                 | — |
| Alois Eisl                                       | Heer         | Major                                            | Líder do Gebirgsjäger-Regiment 98                                                               | 9 de dezembro de 1944   | —                                                                                 | — |
| Emil Eitel                                       | Luftwaffe    | Hauptmann                                        | Comandante do III./Luftwaffen-Jäger-Regiment 30                                                 | 8 de agosto de 1944     | —                                                                                 | — |
| [Dr.] Volkhard Eitner                            | Heer         | Hauptmann                                        | Comandante do I./Grenadier-Regiment 212                                                         | 10 de junho de 1943     | —                                                                                 | — |
| Arthur von Ekesparre                             | Heer         | Oberstleutnant im Generalstab (do General Staff) | Ia (Oficial de Operações) do 13. Panzer-Division                                                | 15 de janeiro de 1945   | —                                                                                 | — |
| Josef Elbl                                       | Heer         | Oberst                                           | Comandante do Grenadier-Regiment 330                                                            | 22 de agosto de 1943    | —                                                                                 | — |
| Walter Elflein+                                  | Heer         | Oberleutnant da reserva                          | Líder do 2./Grenadier-Regiment 95                                                               | 8 de outubro de 1943    | 347. Folhas de Carvalho 5 de dezembro de 1943                                     | — |
| Konrad Ellmer                                    | Luftwaffe    | Oberfeldwebel                                    | Observador no 14.(Eis)/Kampfgeschwader 27 "Boelcke"                                             | 9 de junho de 1944      | —                                                                                 | — |
| Gustav Ellmers                                   | Heer         | Oberleutnant                                     | Chief do 2./Panzergrenadier-Regiment 14                                                         | 28 de fevereiro de 1945 | —                                                                                 | — |
| Herbert Eltrich                                  | Heer         | Hauptmann                                        | Comandante do Heeres-Pionier-Bataillon 52 (motorizado)                                          | 9 de dezembro de 1943   | —                                                                                 | — |
| Harald Freiherr von Elverfeldt+                  | Heer         | Generalmajor                                     | Líder do 9. Panzer-Division                                                                     | 9 de dezembro de 1944   | 801. Folhas de Carvalho 23 de março de 1945                                       | — |
| Hans Emig                                        | Luftwaffe    | Oberstleutnant                                   | Comandante do Kampfgruppe 806                                                                   | 21 de agosto de 1941*   | Morto em combate 28 de junho de 1941                                              | — |
| Heinz Emmerling                                  | Heer         | Hauptmann da reserva                             | Comandante do II./Grenadier-Regiment 464                                                        | 23 de fevereiro de 1944 | —                                                                                 | — |
| Carl Emmermann+                                  | Kriegsmarine | Kapitänleutnant                                  | Comandante do U-172                                                                             | 27 de novembro de 1942  | 256. Folhas de Carvalho 4 de julho de 1943                                        | — |
| Dr. jur. Ernst Emmert                            | Heer         | Oberleutnant da reserva                          | Líder do I./Infanterie-Regiment 282                                                             | 31 de dezembro de 1941  | —                                                                                 | — |
| Werner Endell                                    | Kriegsmarine | Kapitän zur See                                  | Harbor Comandante do "Saint-Malo"                                                               | 18 de agosto de 1944    | —                                                                                 | — |
| Eduard Ender                                     | Heer         | Oberfeldwebel                                    | Líder de pelotão no 1./Panzer-Jäger-Abteilung 49                                                | 23 de fevereiro de 1944 | —                                                                                 | — |
| Hans Ender                                       | Heer         | Hauptmann                                        | Comandante do II./Grenadier-Regiment 545                                                        | 5 de abril de 1945      | —                                                                                 | — |
| Engelbert Endrass+                               | Kriegsmarine | Oberleutnant zur See                             | Comandante do U-46                                                                              | 5 de setembro de 1940   | 14. Folhas de Carvalho 10 de junho de 1941                                        | — |
| Hans Endreß                                      | Heer         | Hauptmann                                        | Líder do I./Panzer-Artillerie-Regiment 74                                                       | 14 de agosto de 1943    | —                                                                                 | — |
| Theodor Endres                                   | Heer         | Generalleutnant zur Verwendung (à disposição)    | Comandante do 212. Infantrie-Division                                                           | 13 de julho de 1940     | —                                                                                 | — |
| Hans Endreß                                      | Waffen-SS    | SS-Hauptsturmführer da reserva                   | Líder do II./SS-Panzergrenadier-Regiment 6 "Theodor Eicke"                                      | 23 de março de 1945     | —                                                                                 | — |
| agosto Endriß                                    | Heer         | Hauptmann da reserva                             | Chief do 4./Artillerie-Regiment 219                                                             | 14 de agosto de 1943    | —                                                                                 | — |
| Herbert Engbrecht                                | Heer         | Hauptmann                                        | Comandante do III./Infanterie-Regiment 3                                                        | 23 de novembro de 1941  | —                                                                                 | — |
| Gerhard Engel+                                   | Heer         | Oberstleutnant                                   | Comandante do Füsilier-Regiment 27                                                              | 4 de julho de 1944      | 679. Folhas de Carvalho 11 de dezembro de 1944                                    | |
| Heinrich Engel                                   | Heer         | Unteroffizier da reserva                         | Gun Líder do 2./Sturm-Geschütz-Abteilung 259                                                    | 2 de novembro de 1943   | —                                                                                 | — |
| Hermann Engel                                    | Heer         | Hauptmann                                        | Comandante do I./Grenadier-Regiment 1122                                                        | 17 de março de 1945     | —                                                                                 | — |
| Otto Engel                                       | Luftwaffe    | Leutnant da reserva                              | Piloto no 5./Kampfgeschwader 53 "Legion Condor"                                                 | 28 de fevereiro de 1945 | —                                                                                 | — |
| Walter Engel                                     | Luftwaffe    | Hauptmann                                        | Staffelkapitän do 3./Nachtjagdgeschwader 5                                                      | 28 de fevereiro de 1945 | —                                                                                 | — |
| Erwin Engelbrecht                                | Heer         | Generalmajor                                     | Comandante do 163. Infanterie-Division                                                          | 9 de maio de 1940       | —                                                                                 | — |
| Karl Engelbrecht                                 | Heer         | Wachtmeister                                     | Líder de Pelotão do 1./Divisions-Füsilier-Bataillon 98                                          | 20 de janeiro de 1944   | —                                                                                 | — |
| Wilhelm Engelbrecht                              | Waffen-SS    | SS-Hauptsturmführer e Hauptmann do Schupo        | Líder do II./SS-Polizei-Schützen-Regiment 19                                                    | 11 de dezembro de 1944  | —                                                                                 | — |
| Günter Engelhardt                                | Heer         | Oberst                                           | Comandante do Grenadier-Regiment 30 (motorizado)                                                | 9 de abril de 1943      | —                                                                                 | — |
| [Dr.] Johann Engelhardt                          | Luftwaffe    | Oberleutnant                                     | Chief of 8./Fallschirmjäger-Regiment 6                                                          | 29 de fevereiro de 1944 | —                                                                                 | |
| Kurt Engelhardt                                  | Heer         | Oberwachtmeister da reserva                      | Líder de pelotão no 2./Heeres-Sturmgeschütz-Brigade 232                                         | 28 de fevereiro de 1945 | —                                                                                 | — |
| Fritz Engelien                                   | Heer         | Major                                            | Líder do Divisions-Füsilier-Bataillon 15                                                        | 18 de dezembro de 1944  | —                                                                                 | — |
| Hans Engelien+                                   | Heer         | Major                                            | Líder do Panzer-Aufklärung-Abteilung 12                                                         | 12 de agosto de 1944    | 788. Folhas de Carvalho 16 de março de 1945                                       | — |
| Richard Engelmann                                | Heer         | Hauptmann                                        | Chief do 1./Sturmgeschütz-Brigade 912                                                           | 27 de julho de 1944     | —                                                                                 | — |
| Alfred Engfer                                    | Heer         | Hauptmann                                        | Comandante do III./Infanterie-Regiment 523                                                      | 13 de setembro de 1942* | Morreu devido à ferimentos 1 de setembro de 1942                                  | — |
| Siegfried Engfer                                 | Luftwaffe    | Feldwebel                                        | Piloto no III./Jagdgeschwader 3 "Udet"                                                          | 2 de outubro de 1942    | —                                                                                 | — |
| Alfred Engler                                    | Heer         | Major                                            | Líder do Grenadier-Regiment 97                                                                  | 18 de novembro de 1944  | —                                                                                 | — |
| Walter Enneccerus                                | Luftwaffe    | Hauptmann                                        | Gruppenkommandeur do II./Sturzkampfgeschwader 2 "Immelmann"                                     | 21 de julho de 1940     | —                                                                                 | — |
| Karl Ens                                         | Heer         | Major                                            | Comandante do II./Infanterie-Regiment 125 (motorizado)                                          | 14 de maio de 1941      | —                                                                                 | — |
| Rudolf Enseling                                  | Waffen-SS    | SS-Sturmbannführer                               | Comandante do I./SS-Panzer-Regiment 2 "Das Reich"                                               | 23 de agosto de 1944    | —                                                                                 | — |
| Wolfgang Ensle                                   | Luftwaffe    | Fahnenjunker-Feldwebel                           | Piloto no 3./Schlachtgeschwader 2 "Immelmann"                                                   | 8 de agosto de 1944     | —                                                                                 | — |
| Alfred Enßle                                     | Luftwaffe    | Hauptmann                                        | Staffelkapitän do 2./Kampfgeschwader 76                                                         | 31 de dezembro de 1943  | —                                                                                 | — |
| Josef Enzensberger                               | Luftwaffe    | Oberfeldwebel                                    | Piloto no 1./Schlachtgeschwader 10                                                              | 28 de fevereiro de 1945 | —                                                                                 | — |
| Heinrich Eppen                                   | Luftwaffe    | Oberleutnant                                     | Staffelkapitän do 1./Sturzkampfgeschwader 3                                                     | 5 de julho de 1941      | —                                                                                 | — |
| Dr. jur. Johannes Erasmus                        | Heer         | Major im Generalstab (do General Staff)          | Ia (Oficial de Operações) do XXXXVI. Panzerkorps                                                | 13 de abril de 1944     | —                                                                                 | — |
| Ludwig Erath                                     | Heer         | Unteroffizier                                    | Troop leader do 8./Grenadier-Regiment 351                                                       | 24 de dezembro de 1944  | —                                                                                 | — |
| Albrecht Erdmann                                 | Heer         | Oberstleutnant                                   | Comandante do Kradschützen-Bataillon 53                                                         | 12 de setembro de 1941  | —                                                                                 | — |
| Armin Erdmann                                    | Heer         | Oberleutnant                                     | Líder do 6./Panzergrenadier-Regiment 79                                                         | 3 de janeiro de 1943    | —                                                                                 | — |
| Hans Erdmann                                     | Heer         | Hauptmann                                        | Comandante do I./Panzergrenadier-Regiment 3                                                     | 10 de dezembro de 1942* | Morto em combate 7 de dezembro de 1942                                            | — |
| Otto Erdmann                                     | Heer         | Leutnant                                         | Líder do 2./Panzergrenadier-Regiment 66                                                         | 9 de dezembro de 1944   | —                                                                                 | — |
| Rudolph Erdmann                                  | Luftwaffe    | Oberst                                           | Comandante do Flak-Regiment 153 (motorizado)                                                    | 13 de fevereiro de 1945 | —                                                                                 | — |
| Dipl.-Ing. Wolfgang Erdmann                      | Luftwaffe    | Generalleutnant                                  | Comandante do 7. FallschirmJäger Division                                                       | 8 de fevereiro de 1945  | —                                                                                 | — |
| Gottfried von Erdmannsdorff                      | Heer         | Oberst                                           | Comandante do Infanterie-Regiment 171                                                           | 20 de março de 1942     | —                                                                                 | — |
| Werner von Erdmannsdorff                         | Heer         | Oberst                                           | Comandante do Infanterie-Regiment 30 (motorizado)                                               | 27 de fevereiro de 1942 | —                                                                                 | — |
| Hans Erdmenger                                   | Kriegsmarine | Korvettenkapitän                                 | Comandante do contratorpedeiro Wilhelm Heidkamp (Z-21)                                          | 3 de novembro de 1940   | —                                                                                 | — |
| Ernst Erhardt                                    | Heer         | Unteroffizier                                    | Líder de Grupo in Grenadier-Regiment 481                                                        | 23 de março de 1945     | —                                                                                 | — |
| Rudolf Erler                                     | Heer         | Oberst da reserva                                | Comandante do Grenadier-Regiment 538                                                            | 15 de março de 1943     | —                                                                                 | — |
| Helmut Ermoneit                                  | Luftwaffe    | Oberleutnant                                     | Adjutant do the II./Kampfgeschwader 4 "General Wever"                                           | 8 de agosto de 1944     | —                                                                                 | — |
| Albert Ernst                                     | Heer         | Leutnant                                         | Líder de pelotão no 1./schwere Panzer-Jäger-Abteilung 519                                       | 22 de janeiro de 1944   | —                                                                                 | — |
| Heinrich Ernst                                   | Heer         | Oberfeldwebel                                    | Deputy Líder do 2./Panzer-Aufklärungs-Abteilung 9                                               | 23 de março de 1945     | —                                                                                 | — |
| Otto Ernst                                       | Heer         | Hauptmann                                        | Comandante do II./Grenadier-Regiment 725                                                        | 6 de outubro de 1944    | —                                                                                 | — |
| Richard Ernst                                    | Heer         | Oberstleutnant                                   | Comandante do Gebirgsjäger-Regiment 100                                                         | 20 de outubro de 1944   | —                                                                                 | — |
| Karl-Heinz Ertel                                 | Waffen-SS    | SS-Hauptsturmführer da reserva                   | Regiment Adjutant do the niederländisch SS-Freiwilligen-Panzergrenadier-Regiment 49 "De Ruyter" | 23 de agosto de 1944    | —                                                                                 | — |
| Reinhold Ertel                                   | Heer         | Oberleutnant                                     | Líder do 1./Sturmgeschütz-Abteilung 276                                                         | 31 de janeiro de 1944   | —                                                                                 | — |
| Franz Ertolitsch                                 | Heer         | Obergefreiter                                    | Machine artilheiro do 6./Panzergrenadier-Regiment 12                                            | 9 de janeiro de 1945    | —                                                                                 | — |
| Albin Esch                                       | Heer         | Major                                            | Comandante do III./Gebirgsjäger-Regiment 85                                                     | 13 de junho de 1941     | —                                                                                 | — |
| Georg Eschenbacher                               | Heer         | Oberfeldwebel                                    | Líder de pelotão no 4.(MG)/Grenadier-Regiment 451                                               | 24 de setembro de 1943  | —                                                                                 | — |
| Fritz Eschmann                                   | Heer         | Oberleutnant                                     | Líder do 4./Feldersatz-Bataillon 116                                                            | 12 de agosto de 1944    | —                                                                                 | — |
| Hans-Karl Freiherr von Esebeck                   | Heer         | Oberst                                           | Comandante do 6. Schützen-Brigade                                                               | 4 de julho de 1940      | —                                                                                 | — |
| Otto Eske                                        | Heer         | Feldwebel                                        | Líder de pelotão no 5./Infanterie-Regiment 4                                                    | 27 de julho de 1941     | —                                                                                 | — |
| Gotthard Eßbach                                  | Heer         | Oberleutnant                                     | Chief do 9./Infanterie-Regiment 31                                                              | 22 de setembro de 1941  | —                                                                                 | — |
| Richard Essig                                    | Heer         | Hauptmann da reserva                             | Líder do I./Grenadier-Regiment 273                                                              | 2 de setembro de 1944   | —                                                                                 | — |
| Willi Eßlinger                                   | Waffen-SS    | SS-Hauptscharführer                              | Líder de pelotão no 3./SS-Panzer-Jäger-Abteilung 5 "Wiking"                                     | 19 de junho de 1943     | —                                                                                 | — |
| Wolf-Udo Ettel+                                  | Luftwaffe    | Leutnant                                         | Staffelführer do 4./Jagdgeschwader 3 "Udet"                                                     | 1 de junho de 1943      | 289. Folhas de Carvalho 31 de agosto de 1943                                      | — |
| Alois Etthöfer                                   | Waffen-SS    | SS-Sturmbannführer e Major do Schupo             | Comandante do SS-Polizei-Panzer-Abteilung 4                                                     | 17 de março de 1945*    | Morto em combate 20 de novembro de 1944                                           | — |
| Gerhard Etzold                                   | Heer         | Oberleutnant                                     | Líder de pelotão no 2./Kradschützen-Bataillon 8                                                 | 3 de junho de 1940      | —                                                                                 | — |
| Jonas Graf zu Eulenburg                          | Heer         | Oberst                                           | Comandante do fortress Glogau                                                                   | 22 de março de 1945     | —                                                                                 | — |
| Karl-Heinz Euling                                | Waffen-SS    | SS-Hauptsturmführer                              | Comandante do I./SS-Panzergrenadier-Regiment 22 "Frundsberg"                                    | 15 de outubro de 1944   | —                                                                                 | — |
| Dr. rer.pol. Wolfgang Everling                   | Heer         | Hauptmann                                        | Chief do 3./Panzer-Regiment 36                                                                  | 10 de fevereiro de 1945 | —                                                                                 | — |
| Franz Evers                                      | Luftwaffe    | Leutnant                                         | Piloto no 3./Fernaufklärungs-Gruppe 121                                                         | 17 de dezembro de 1941  | —                                                                                 | — |
| Walter Evers                                     | Heer         | Leutnant da reserva                              | Líder do 11./Infanterie-Regiment 271                                                            | 4 de dezembro de 1941   | —                                                                                 | — |
| Wolfgang Everth                                  | Heer         | Hauptmann                                        | Líder do Panzer-Aufklärungs-Abteilung 3                                                         | 6 de julho de 1942      | —                                                                                 | — |
| Edwin Ewald                                      | Heer         | Leutnant da reserva                              | Líder de pelotão no 2./Pionier-Bataillon 298                                                    | 21 de agosto de 1941    | —                                                                                 | — |
| Heinz Ewald                                      | Luftwaffe    | Leutnant                                         | Piloto no 5./Jagdgeschwader 52                                                                  | 20 de abril de 1945     | —                                                                                 | — |
| Werner Ewald                                     | Luftwaffe    | Major                                            | Comandante do II./Fallschirmjäger-Regiment 2                                                    | 12 de setembro de 1944  | —                                                                                 | |
| Wolfgang Ewald                                   | Luftwaffe    | Major                                            | Gruppenkommandeur do III./Jagdgeschwader 3 "Udet"                                               | 9 de dezembro de 1942   | —                                                                                 | — |
| Heinz-Martin Ewert+                              | Heer         | Hauptmann                                        | Comandante do II./Infanterie-Regiment 2                                                         | 23 de novembro de 1941  | 750. Folhas de Carvalho 22 de fevereiro de 1945                                   | — |
| Herbert Ewert                                    | Heer         | Oberst                                           | Comandante do Panzergrenadier-Regiment 104                                                      | 18 de agosto de 1942    | —                                                                                 | — |
| Wolf Ewert                                       | Heer         | Oberstleutnant                                   | Comandante do Grenadier-Regiment 274                                                            | 18 de julho de 1944     | —                                                                                 | — |
| Herbert Eymer                                    | Heer         | Oberleutnant da reserva                          | Comandante do II.(gepanzert)/Panzergrenadier-Regiment 129                                       | 18 de abril de 1943*    | Morto em combate 20 de fevereiro de 1943                                          | — |
| Robert Eyssen                                    | Kriegsmarine | Konteradmiral                                    | Comandante do Cruzador alemão Komet (HSK-7)                                                     | 29 de novembro de 1941  | —                                                                                 | — |
| Oskar Eysser                                     | Heer         | Hauptmann                                        | Chief do 3./Panzergrenadier-Regiment 31                                                         | 3 de novembro de 1944   | —                                                                                 | — |